# Valeria bicolor
Valeria bicolor är en fjärilsart som beskrevs av Köhler 1979. Valeria bicolor ingår i släktet Valeria och familjen nattflyn. Inga underarter finns listade i Catalogue of Life.